# Fahéjszínű csuszka
A fahéjszínű csuszka (Sitta castanea) a verébalakúak (Passeriformes) rendjébe, ezen belül a csuszkafélék (Sittidae) családjába tartozó faj.

## Előfordulása
Kína, India, Laosz, Mianmar, Nepál, Thaiföld és Vietnám területén honos. A természetes élőhelye szubtrópusi és trópusi síkvidéki és hegyi esőerdők, száraz erdők, valamint ültetvények és vidéki kertek.

## Megjelenése
Testhossza 12 centiméter.